# Последний из Сабудара
«Последний из Сабудара» — комедийный художественный фильм, снятый в 1958 году на киностудии «Грузия-фильм». Актёрский дебют для Имеды Кахиани и Нодара Мгалоблишвили.

## Сюжет
Молодой парень живёт в горной грузинской деревне Сабудара. Ему нравится жить на родной земле, рядом со своим отцом — Сачино, мастером гончарного дела. Но однажды он узнаёт, что семья девушки, в которую он влюблён, уезжает в Кутаиси. И тогда он решает сбежать из дома вслед за ней.

## В ролях
- Бэлла Мирианашвили — Теброне
- Имеда Кахиани — Гогита
- Гиви Тохадзе — Ушанги
- Сесилия Такайшвили — мещанка Элпите
- Ипполит Хвичиа — Алмасхан
- Нодар Мгалоблишвили — рабочий завода, сосед Гогиты в общежитии

## Музыка
В фильме звучит знаменитая мелодия Резо Лагидзе «Гогов, гогов, ме шенс мети джер аравин мкваребиа» (с груз. — «Милая ты моя, в жизни я так пока никого не любил»).

## Награды и номинации
Вторая премия Всесоюзного кинофестиваля, 1958 год.